# Ssam, my way
Ssam, my way (쌈, 마이웨이?, Ssam, ma-i we-iLR, lett. La mia strada di terz'ordine; titolo internazionale Fight for My Way) è una serie televisiva sudcoreana trasmessa su KBS2 dal 22 maggio all'11 luglio 2017.

## Trama
Ko Dong-man e Choi Ae-ra sono amici d'infanzia. Lui da piccolo faceva taekwondo, lei sognava di diventare un'annunciatrice televisiva ma entrambi, cresciuti, hanno abbandonato i loro sogni per guadagnarsi da vivere: l'uno come disinfestatore, l'altra lavorando al punto informazioni di un centro commerciale. Entrambi decidono di rimettersi a inseguire i loro sogni, abbandonando il lavoro: Dong-man decide di allenarsi per diventare campione UFC e Ae-ra inizia a distribuire curriculum a vari centri di broadcasting per delle audizioni.

## Personaggi

### Personaggi principali
- Ko Dong-man, interpretato da Park Seo-joon[1]
È un famoso ex lottatore di taekwondo che ha dovuto smettere a causa di un doloroso episodio del suo passato. Ora cerca di rivendicarsi su Kim Tak-su, facendosi strada nelle arti marziali miste. Più avanti si innamorerà della sua migliore amica Choi Ae-ra.
- Choi Ae-ra, interpretata da Kim Ji-won[2]
È una ragazza forte che lavora al banco informazioni di un centro commerciale ma sogna da sempre di fare l'annunciatrice, non lasciandosi scoraggiare dalle difficoltà e soprattutto dalle umiliazioni della sua principale rivale nel campo, la ex di Dong-man.
- Kim Joo-man, interpretato da Ahn Jae-hong[3]
È soprannominato il "cervello" dei quattro. Ha un contratto a tempo indeterminato con una compagnia di vendite a domicilio ed è fidanzato da sei anni con Seol-hee, ma il loro affetto verrà messo alla prova.
- Baek Seol-hee, interpretata da Song Ha-yoon[3]
È l'innocente del gruppo e lavora nella stessa compagnia di Joo-man, ma è addetta al servizio consumatori.

### Personaggi secondari

#### Personaggi legati a Dong-man
- Ko Hyung-sik, interpretato da Son Byung-ho: padre di Dong-man.
- Park Seo-yang, interpretata da Kim Ye-ryong: madre di Dong-man.
- Ko Dong-hee, interpretata da Cho Eun-yoo: sorella minore di Dong-man.
- Park Hye-ran, interpretata da Lee Elijah[4]: primo amore di Dong-man e famosa annunciatrice.
- Hwang Jang-ho, interpretato da Kim Sung-oh[5]: coach di Dong-man e suo fedele amico.

#### Personaggi legati ad Ae-ra
- Choi Cheon-gap, interpretato da Jeon Bae-soo: padre di Ae-ra.
- Jang Kyung-goo, interpretato da Kang Ki-dong: un regista di trasmissioni e conoscente di Ae-ra.

#### Personaggi legati a Joom-man
- Jang Ye-jin, interpretata da Pyo Ye-jin[6]: una collega di Joo-man, in realtà parte di una famiglia benestante.
- Direttore del dipartimento, interpretato da Kim Hee-chang: capo di Joo-man e Ye-jin.

#### Personaggi legati a Seol-hee
- Geum-bok, interpretata da Lee Jung-eun: madre di Seol-hee.
- Baek Jang-soo, interpretato da Kim Hak-sun: padre di Seol-hee.

#### Altri
- Hwang Bok-hee, interpretata da Jin Hye-kyung: una donna sconosciuta del villaggio dove i protagonisti vivono.
- Kim Tak-su, interpretato da Kim Kun-woo: un lottatore famoso e acerrimo rivale di Dong-man.
- Yang Tae-hee, interpretato da Chae Dong-hyun: manager di Tak-su[7].
- Choi Won-bo, interpretato da Yang Ki-won: coach di Tak-su.

### Apparizioni speciali
- Kim Moo-ki, interpretato da Kwak Dong-yeon[8] (ep. 1): ex ragazzo di Ae-ra.
- Jang Bo-ram, interpretata da Jin Ji-hee (ep.1 e 7): compagna di scuola di Dong-man
- Park Moo-bin, interpretato da Choi Woo-shik (ep.1 e 7)[9]: compagna delle superiori di Dong-man diventato dottore.
- Park Chan-sook, interpretata da Hwang Bo-ra[10]
- Kim In-gyo, interpretata da In Gyo-jin[11]: collega di Ae-ra

## Produzione
La prima lettura del copione è avvenuta il 24 marzo 2017 al KBS Annex Building di Yeouido, Seul.
Lim Sang-choon, l'ideatore del dramma, ha rivelato che per scrivere la serie si è ispirato alla vita di Choo Sung-hoon e sua moglie. Si era accorto di come atleti come lui siano spesso rappresentati come lottatori freddi e distaccati, dediti ad alcol e bella vita, nonostante abbiamo famiglia e bambini al seguito. Lo scrittore ha dichiarato di aver scritto il dramma per porre fine a questi pregiudizi e mostrare la difficoltà delle famiglie nel guardare gli incontri.

## Episodi
| Numero Episodio | Data           | Ascolto medio | Ascolto medio              | Ascolto medio | Ascolto medio              |
| Numero Episodio | Data           | Dati TNmS     | Dati TNmS                  | Dati AGB      | Dati AGB                   |
| Numero Episodio | Data           | Nazionale     | Area metropolitana di Seul | Nazionale     | Area metropolitana di Seul |
| --------------- | -------------- | ------------- | -------------------------- | ------------- | -------------------------- |
| 1               | 22 maggio 2017 | 5,6%          | 6,4%                       | 5,4%          | 6,2%                       |
| 2               | 23 maggio 2017 | 6,4%          | 6,7%                       | 6,0%          | 6,3%                       |
| 3               | 29 maggio 2017 | 9,1%          | 10,2%                      | 10,7%         | 11,4%                      |
| 4               | 30 maggio 2017 | 9,0%          | 10,9%                      | 10,0%         | 10,5%                      |
| 5               | 5 giugno 2017  | 8,3%          | 9,7%                       | 10,6%         | 11,5%                      |
| 6               | 6 giugno 2017  | 9,4%          | 11,4%                      | 11,4%         | 12,1%                      |
| 7               | 12 giugno 2017 | 8,7%          | 9,2%                       | 10,9%         | 11,3%                      |
| 8               | 13 giugno 2017 | 8,7%          | 10,1%                      | 9,8%          | 10,1%                      |
| 9               | 19 giugno 2017 | 9,9%          | 12,0%                      | 12,1%         | 13,5%                      |
| 10              | 20 giugno 2017 | 10,3%         | 11,3%                      | 11,2%         | 11,9%                      |
| 11              | 26 giugno 2017 | 10,5%         | 12,7%                      | 12,0%         | 13,2%                      |
| 12              | 27 giugno 2017 | 8,5%          | 9,4%                       | 11,9%         | 13,1%                      |
| 13              | 3 luglio 2017  | 11,2%         | 11,6%                      | 12,6%         | 13,5%                      |
| 14              | 4 luglio 2017  | 11,4%         | 11,5%                      | 13,0%         | 14,2%                      |
| 15              | 10 luglio 2017 | 12,0%         | 12,5%                      | 12,9%         | 13,8%                      |
| 16              | 11 luglio 2017 | 11,4%         | 11,4%                      | 13,8%         | 14,4%                      |
| Media           | Media          | 9,4%          | 10,4%                      | 10,9%         | 11,7%                      |

## Colonna sonora
OST Parte 1
1. "Dumbhead" – Arie Band
2. "Dumbhead" (Instr.)

OST Parte 2
1. "Good Morning" (굿모닝) – Kassy
2. "Good Morning" (Instr.)

OST Parte 3
1. "Fight for My Way" (쌈,마이웨이) – HerCheck (Super Kidd), 2morrow
2. "Fight for My Way" (Instr.)

OST Parte 4
1. "Ambiguous" (알듯 말듯해) – Seo Eun-kwang, Im Hyun-sik, Yook Sung-jae (BtoB)
2. "Ambiguous" (Instr.)

OST Parte 5
1. "Night Is Gone, Again" (또 밤이 지나버렸네) – Ryu Ji-hyun
2. "Night Is Gone, Again" (Instr.)

## Riconoscimenti
La serie è stata proclamata "Drama dell'anno" per l'edizione 2017 dei Brand of the Year Awards, dal Korean Consumer Forum.